# Mazion
Mazion es una población y comuna francesa del departamento de Gironda en la región de Nueva Aquitania.

## Demografía
| 352 | 354 | 416 | 429 | 402 | 395 | 525 |
| Para los censos de 1962 a 1999 la población legal corresponde a la población sin duplicidades (Fuente: INSEE [Consultar]) |     |     |     |     |     |     |